# کشتار بزیه
کشتار و غارت بزیه (انگلیسی: Massacre at Béziers)، کشتاری بود که در ۲۲ ژوئیه ۱۲۰۹ به وقوع پیوست و اولین کنش نظامی اصلی طی جنگ صلیبی کاتاری بود که منتهی به قتل ۲۰ هزار نفر از اهالی این شهر توسط صلیبیون شد.

## پیش‌زمینه
با رشد کاتاریسم در جنوب فرانسه به‌خصوص در کنت‌نشین تولوز، در سال ۱۱۹۸، پاپ اینوسنت سوم گرفت که با کاتارها مقابله کند و به همین جهت نمایندگان را برای ارزیابی شرایط به استان لانگداک فرستاد. کاتارها لانگداک در این زمان احترام مناسبی برای پادشاه فرانسه یا کلیسای محلی کاتولیک قائل نبودند، و رهبران آنها نیز از حمایت اشراف قدرتمند برخوردار بودند، که تمایل آشکاری به استقلال از پادشاه داشتند. به همین جهت، بسیاری از اشراف قدرتمند علی‌رغم سبک زندگی دشوارشان پذیرفتند. با این شرایط، اینوسنت ناامید از شرایط اجتماعی و سیاسی لانگداک، به فیلیپ دوم، پادشاه فرانسه، روی آورد و از وی خواست که ریمون ششم را مجبور به مقابله با بدعت‌گذاران بکند یا او را از مقامش به‌صورت نظامی خلع کند. در سال ۱۲۰۴، پاپ به کسانی که مایل به شرکت در جنگ صلیبی علیه کاتارها بودند، همان پیشنهاد صلیبیون حاضر در شرق را داد. با این حال، فیلیپ که با جان، پادشاه انگلستان درگیر بود، تمایلی به دگیری در لانگداک نداشت. از این رو این طرح متوقف شد.
یکی از اشراف قدرتمند، ریمون ششم، کنت تولوز، بود که اگرچه عقاید کاتارها را نپذیرفت اما با کاتاریسم و جنبش استقلال‌طلبانه آنها همدل بود. وی از کمک به هیئت اعزامی از جانب پاپ امتناع کرد تا در مه سال ۱۲۰۷ تکفیر و امتیازات دینی در قلمروی خود محروم شد. اینوسنت در این زمان سعی کرد با روش‌های دیپلماتیک با شرایط برخورد کند بنابراین گروهی از واعظان را که برخی از آنها راهبان سیسترسی بودند، فرستاد تا کاتارها به کیش کاتولیک بازگردانند. این گروه تحت رهبری نمایندهٔ ارشد و تام‌الاختیار پاپ، پیر دو کاستلنو بودند. واعظان توانستند گروهی از مردم به مذهب کاتولیک بازگردانند اما گروه‌های بسیاری نپذیرفتند. پیر در لانگداک به‌شدت بدنام و منفور بود و حتی یکبار برای به قتل نرسیدن مجبور به فرار شد. در ۱۳ ژانویه ۱۲۰۸، ریمون به امید بخشایش و تبرئه شدن با پیر دو کاستلنو دیدار کرد. بحث میان آنها به خوبی پیش نرفت و ریمون دو کاستلنو را پس از تهدید جانی از کاخ خود بیرون کرد. صبح روز بعد، پیر دو کاستلنو توسط یکی از شوالیه‌های ریمون کشته شد. اینوسنت سوم مدعی شد که ریمون دستور قتل تماینده‌اش را داده‌است.
پس از این حادثه، پاپ اینوسنت تکفیر ریمون را اعلام کرد. با این حال، ریمون نمایندگان خود را به رم فرستاد تا با کلیسا صلح کند. پس از دادن هدایا توسط نمایندگان ریمون، صلح میان تولوز و رم برقرار و تکفیر ریمون لغو شد. در شورای آوینیون در سال ۱۲۰۹، ریمون به‌دلیل عمل‌نکردن به تعهداتش مجدداً تکفیر کرد. پس از این، اینوسنت با بیان این مسئله که «اروپای عاری از بدعت، بهتر می‌تواند از مرزهایش در مقابل هجوم مسلمانان دفاع کند»، جنگ صلیبی جدید علیه کاتارها اعلان کرد. دورهٔ زمانی جنگ صلیبی کاتاری مصادف با جنگ صلیبی پنجم و ششم که در اراضی مقدس بود.

## حادثه

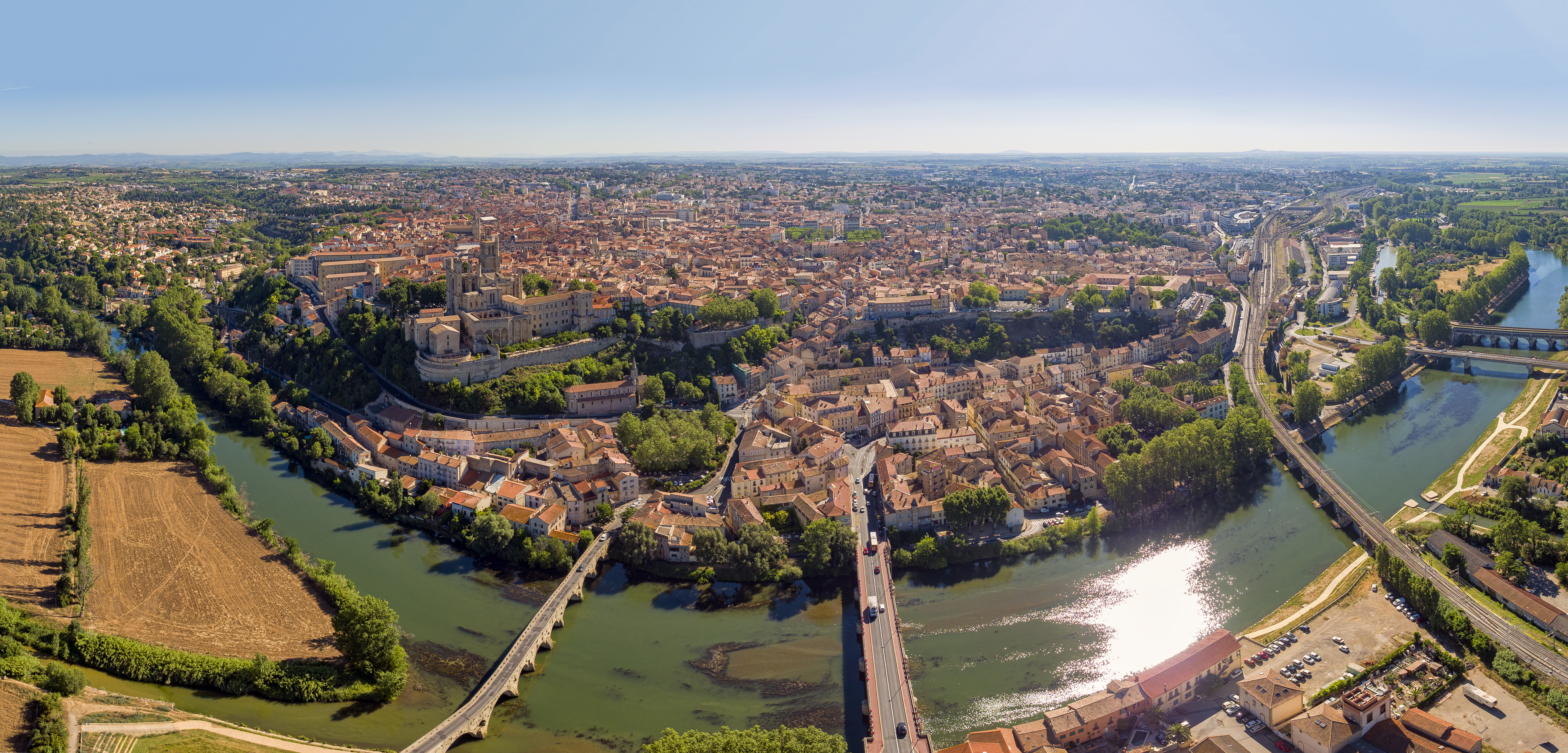
شهر بزیه محل حادثه

در میانهٔ سال ۱۲۰۹، تزدیک به ۱۰ هزار نفر از صلیبیون در لیون قبل از حرکت به سمت جنوب جمع شدند. شمار بسیاری از نیروها از شمال فرانسه بودند، و حتی داوطلبانی از انگلستان برای شرکت در جنگ صلیبی خود را به لیون رسانده بودند. پس از جمع شدن کامل نیروها، صلیبیون عازم مون‌پلیه و اراضی ریمون راجر ترنکاول شدند تا کاتارهای اطراف آلبی و کارکاسون هدف قرار دهند. ترنکاول، کنت فوآ، و برادرزاده ریمون تولوز، از حامیان جنبش کاتارها بودند. وی قول داده بود که از شهر بزیه در مقابل صلیبیون دفاع کند اما بعد شنیدن رسیدن ارتش صلیبی، شهر را ترک و عازم کارکاسون شد تا در آنجا مواضع دفاعی خود را آماده کند.
صلیبیون در ابتدا روستای کوچک سرویان را تسخیر کردند و پس از آن عازم بزیه شدند. در ۲۱ ژوئیه ۱۲۰۹، صلیبیون تحت رهبری نماینده پاپ، ارنو امالریک، محاصره شهر را آغاز کردند. صلیبیون پس از محاصره خواستار بیرون آمدن کاتولیک‌های شهر و تسلیم‌شدن کاتارها شدند. اما هیچ‌یک طبق دستور صلیبیون عمل نکردند. شهر روز بعد زمانی که یورش مدافعان به صلیبیون ناکام ماند، سقوط کرد. تمام جمعیت شهر سلاخی شد و شهر در آتش سوخت. طبق منابع، وقتی از امالریک پرسیده که چگونه کاتارها را از کاتولیک‌ها تشخیص دهند، پاسخ داد: «همه آنها را بکشید. خدا خودش خواهد شناخت.» با این حال برخی مورخان همچون یوزف استریر تردید دارند که امالریک چنین دستوری داده باشد اما معتقدند که این جمله روح صلیبیون تسخیر کرد که دست به کشتار مردان، زنان، کودکان حاضر در شهر زدند.
امالریک و مایلو، نمایندگان پاپ، در نامه‌ای به پاپ بیان داشتند که «تقریباً ۲۰ هزار نفر از مردم از دم تیغ گذراندند». استریر معتقد است که این تخمین بسیار زیاد است اما اشاره می‌کند که در این نامه «نماینده هیچ پشیمانی از قتل‌عام مردم نکرده‌است، حتی بک کلمه اظهار تأسف برای کشیشان کاتولیکی کشته شده در قتل‌عام.» خبر این فاجعه به زودی منتشر می‌شود و پس از آن بسیاری از شهر بدون مقاومتی تسلیم می‌شوند.

## پس از کشتار
پس از ادامه فتوحات و پیشروی صلیبیون به رهبری سیمون و فتح مناطفی همچون لاستو و قلعه کاباره، برای مقابله با صلیبیون، کاتارها رو به پدروی دوم آراگون آوردند و از وی درخواست کمک کردند. تاج آراگون، تحت رهبری پدروی دوم با کنت‌نشین تولوز دیگر مخالفان سیمون متحد شد. نیروهای ائتلاف پدرو با نیروهای سیمون در ۱۲ سپتامبر در نبرد موره درگیر شد. تعداد نیروهای صلیبی بیشتر از نیروهای ائتلاف بود. پدرو و سیمون، هردو نیروهای خود را در سه ردیف سازماندهی کردند. اولین خطوط صلیبیون عقب رانده شد اما سیمون توانست حمله‌ای از جناحین به سواره نظام نیروهای ائتلاف ترتیب دهد. در این حین پدرو به زمین‌خورد و کشته شد. نیروهای ائتلاف با شنیدن خبر مرگ پدرو با سردرگمی عقب‌نشینی کردند. عقب‌نشینی نیروهای ائتلاف این فرصت را به سیمون داد که بخش‌های شمالی تولوز را فتح کند.

## میراث

### نسل‌کشی

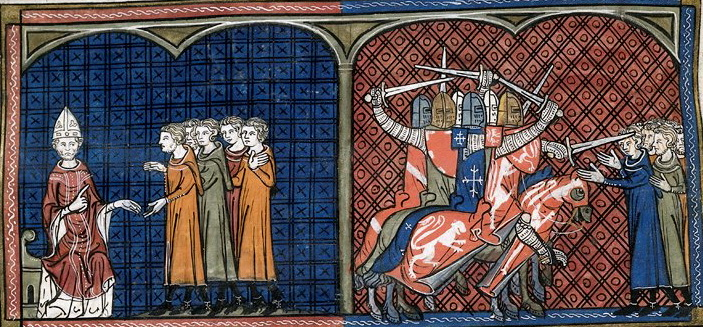
پاپ اینوسنت سوم در حال کاتارها (چپ). کشتار کاتارها توسط صلیبیون (راست).

رافائل لمکین که در قرن ۲۰ میلادی واژه «نسل‌کشی» را ابداع کرد و به کار برد، از جنگ صلیبی کاتاری به‌عنوان «یکی از قطعی‌ترین موارد نسل‌کشی در تاریخ ادیان» یاد می‌کند. مارک گرگوری پگ در این رابطه می‌نویسند که «جنگ صلیبی کاتاری با پیوند دادن نجات الهی به کشتار جمعی و همچنین نشان قتل‌عام به‌عنوان به عملی محبت‌آمیز، این نسل‌کشی را آغاز کرد». رابرت ای. لرنر استدلال می‌کند که طبقه‌بندی گرگوری پگ از جنگ صلیبی کاتاری به‌عنوان کشتار اشتباه و نامناسب است، چرا که این جنگ علیه کافران اعلان شد نه مردم و کسانی که در این جنگ شرکت داشتند، به هیچ عنوان قصدی برای از بین بردن جمعیت جنوب فرانسه را نداشتند. لرنر در نهایت اذعان می‌کند که اگر پگ درصدد این است که جنگ صلیبی کاتاری را به کشتار نژادی مدرن ارتباط دهد، این واژه‌ها مرا ناامید خواهند کرد. لائورنس ماروین به اندازهٔ لرنر با ادعای گرگوری پگ مبنی بر اینکه جنگ صلیبی کاتاری یک نسل‌کشی بود، مخالفت نمی‌کند؛ وی تنها با این استدلال پگ که جنگ صلیبی کاتاری یک سابقهٔ تاریخی برای نسل‌کشی‌های بعدی همچون هولوکاست است، مخالفت می‌کند و از اساس آن را رد می‌کند.
کورت یوناسون و کارین سولویگ بیورنسون جنگ صلیبی کاتاری را به‌عنوان «نخستین نسل‌کشی ایدئولوژی» توصیف می‌کنند. کورت یوناسون و فرنگ چالک ــ که با یکدیگر مرکز مطالعات نسل‌کشی و حقوق انسانی را در مونتریال تأسیس کردند ــ در کتابی در رابطه با نسل‌کشی با نام تاریخ و جامعه‌شناسی نسل‌کشی: تحلیل و مطالعات موردی به جنگ صلیبی کاتاری به‌طور مفصل پرداخته‌اند.